# Адовский
Адовский (устар. овраг Одоевский) — овраг с пересыхающей рекой в Новоспасском районе Ульяновской области.
Исток реки находится у восточной окраины деревни Юрьевки, устье — в полукилометре западнее села Нового Томышева, в 67 км по правому берегу реки Сызранки. Река протекает в глубоком овраге, с юга на север. Длина реки составляет 14 км, водосборная площадь — 77,1 км².

## Данные водного реестра
По данным государственного водного реестра России относится к Нижневолжскому бассейновому округу, водохозяйственный участок реки — Сызранка от истока до города Сызрань (выше города). Речной бассейн реки — Волга от верховий Куйбышевского вдхр. до впадения в Каспий.
Код объекта в государственном водном реестре — 11010001312112100009097.